# Jane Loftus, markisinna av Ely
Jane Loftus, markisinna av Ely, född 3 december 1821, död 11 juni 1890, var en brittisk hovfunktionär. Hon var hovdam åt drottning Viktoria av Storbritannien mellan 1851 och 1889. 
Hon tillhörde Viktorias favoriter. Jane Loftus, Harriet Phipps och Horatia Stopford beskrivs som drottningens tre "agenter" bland hovdamerna; på grund av sin personliga vänskap med Viktoria anlitades dessa tre ofta som mellanhänder då någon ville övertala Viktoria om något. Hon beskrivs ofta i samtida memoarer kring hovet. 
Hon beskrivs som nervös, indiskret och med dålig hälsa, och uppges ha klagat över det ansträngande hovlivet.